# Barbara Sałacka
Barbara Sałacka (ur. 24 stycznia 1932 w Kole, zm. 30 maja 2021 w Warszawie) – polska reżyserka i realizatorka telewizyjna. Matka aktorki Ewy Sałackiej.

## Kariera
Mając problemy ze strunami głosowymi przerwała studia na Wydziale Aktorskim PWSTiF w Łodzi. W 1953 podjęła współpracę z telewizyjnym realizatorem, Markiem Nowakowskim, i zadebiutowała w TVP jako spikerka. Pracowała w teatrze, a także w tygodniku „Polityka”, u Mieczysława F. Rakowskiego. Otrzymała też propozycję pracy na stanowisku spikerki od dyrektora programowego TVP Jerzego Pańskiego. 
W latach 1961–1965 pracowała jako asystentka reżyserów w Warszawskim Ośrodku Telewizyjnym, m.in. przy spektaklu telewizyjnym Zapiski majora Pycia (1965) na podstawie powieści Juliusza Kadena-Bandrowskiego Generał Barcz w reż. Jerzego Krasowskiego czy Stawka większa niż życie (1965) w reż. Andrzeja Konica. 
W 1975 ukończyła Studium Zaoczne na Wydziale Reżyserii PWSTiF w Łodzi i rozpoczęła pracę samodzielnego reżysera i realizatora telewizyjnych programów rozrywkowych, poniedziałkowych spektakli Teatru Telewizji i czwartkowych przedstawień Teatru Sensacji „Kobra”. W 1976, w ramach Teatru Małych Form, zrealizowała przedstawienie O mojej matce Colette Sidonie-Gabrielle z Mają Komorowską. Jej największa aktywność zawodowa przypadła na lata 70. i 80. XX wieku. Jej ostatni projekt to Bal stulecia (1999) z Adamem Ferencym i Stanisławą Celińską w obsadzie.
Ostatnie lata swojego życia spędziła w Domu Artystów Weteranów w Skolimowie. Zmarła 30 maja 2021 w wieku 89 lat. Pogrzeb odbył się 17 czerwca 2021, prochy zostały złożone do grobu rodzinnego na Cmentarzu Bródnowskim w Warszawie.